# بوهوشوو
بوهوشوو (به چکی: Bohušov) یک منطقهٔ مسکونی در جمهوری چک است که در شهرستان برونتال واقع شده‌است. بوهوشوو ۲۰٫۶۹ کیلومتر مربع مساحت و ۴۶۶ نفر جمعیت دارد و ۲۴۰ متر بالاتر از سطح دریا واقع شده‌است.